# Glasgowská stupnice
Glasgowská stupnice hloubky bezvědomí (anglicky: Glasgow Coma Scale, GCS) je stupnice používaná k vyhodnocení míry vědomí člověka. Tato metoda byla vytvořena v roce 1974 profesory univerzity ve skotském městě Glasgow Grahamem Teasdalem a Bryanem J. Jennettem.
Metoda se skládá ze tří samostatných testů. Bodová ohodnocení všech tří testů se sečtou a výsledek udává úroveň vědomí. Maximální výsledek je 15 bodů, což znamená, že pacient je plně při vědomí. Nejmenší výsledek je 3 a většinou se jedná o pacienty ve stadiu klinické smrti, nebo v hlubokém kómatu.

## Jednotlivé testy
| Otevření očí            | Slovní odpověď                     | Motorická odpověď                                                  |
| ----------------------- | ---------------------------------- | ------------------------------------------------------------------ |
| 1 – bez reakce          | 1 – bez reakce                     | 1 – bez reakce                                                     |
| 2 – na bolestivý podnět | 2 – nesrozumitelné zvuky           | 2 – necílená extenze (napřímení) končetiny (decerebrační rigidita) |
| 3 – na slovní podnět    | 3 – jednotlivá nesouvisející slova | 3 – necílená flexe (ohnutí) končetiny (dekortikační rigidita)      |
| 4 – spontánní           | 4 – zmatená                        | 4 – úniková reakce (pohyb směřuje od podnětu)                      |
|                         | 5 – normální                       | 5 – lokalizace podnětu (pohyb směřuje k podnětu)                   |
|                         |                                    | 6 – cílený pohyb podle instrukcí                                   |

## Interpretace
Stupeň vědomí se interpretuje jako součet dílčích testů:
- 15 – plné vědomí, bez patologie
- 14–13 bodů – lehká porucha vědomí, potřebná hospitalizace
- 12–9 bodů – střední porucha vědomí, kritický stav mozku
- 8–3 body – závažná porucha vědomí, areflektorické kóma